# Laphria gibbosa
Laphria gibbosa là một loài ruồi trong họ Asilidae. Laphria gibbosa được Linnaeus miêu tả năm 1758.